# Лекустень (Яломіца)
Лекустень, Лекустені (рум. Lăcusteni) — село у повіті Яломіца в Румунії. Входить до складу комуни Платонешть.
Село розташоване на відстані 126 км на схід від Бухареста, 24 км на схід від Слобозії, 90 км на північний захід від Констанци, 95 км на південь від Галаца.

## Населення
За даними перепису населення 2002 року у селі проживали 1017 осіб, усі — румуни. Усі жителі села рідною мовою назвали румунську.